# Heinz Aldinger
Heinz Aldinger, né le 7 janvier 1933 à Waiblingen et mort le 18 octobre 2024, est un arbitre allemand de football. Il débute en 1968, devient arbitre international de 1973 à 1982.

## Carrière
Il a officié dans des compétitions majeures : 
- Coupe d'Allemagne de football 1971-1972 (finale)
- Coupe d'Europe des vainqueurs de coupe de football 1977-1978 (finale)
- Coupe d'Allemagne de football 1979-1980 (finale)
- Euro 1980 (1 match)